# Alvarinus submetallicus
Alvarinus submetallicus är en skalbaggsart som beskrevs av Blanchard 1850. Alvarinus submetallicus ingår i släktet Alvarinus och familjen Melolonthidae. Inga underarter finns listade i Catalogue of Life.